# NGC 4858
NGC 4858 (również PGC 44535) – galaktyka spiralna z poprzeczką (SBb), znajdująca się w gwiazdozbiorze Warkocza Bereniki. Odkrył ją 21 kwietnia 1865 roku Heinrich Louis d’Arrest. NGC 4858 należy do gromady galaktyk Abell 1656 nazywanej Gromadą Warkocza Bereniki. Na ziemskim niebie widoczna w pobliżu galaktyki eliptycznej NGC 4860, jednak w rzeczywistości galaktyki te leżą daleko od siebie i nie są ze sobą fizycznie związane.